# Walking on Broken Glass
Walking on Broken Glass is een nummer uit 1992 van de Schotse zangeres Annie Lennox. Het is de derde single van haar eerste soloalbum Diva.
In tegenstelling tot de vrolijke melodie gaat "Walking on Broken Glass" over een vrouw die gekweld is door een breuk. De man in het nummer heeft de relatie aan diggelen geslagen, waardoor de herinnering aan deze relatie bij de vrouw nu aanvoelt als gebroken glas onder haar voeten. Fans hebben een sterk vermoeden dat het nummer gaat over Lennox' ex-man Dave Stewart, tevens de andere helft van Eurythmics; dit is echter nooit bevestigd. Het nummer werd vooral op de Britse eilanden en in Noord-Amerika een hit. Zo bereikte het de 8e positie in het Verenigd Koninkrijk. In Nederland had het nummer minder succes met een 11e positie in de Tipparade.
In de videoclip die voor het nummer werd opgenomen, speelt Lennox zelf de gekwelde vrouw die in het lied de ik-persoon is. Onder meer Hugh Laurie en John Malkovich spelen andere prominente rollen als de man met wie ze nu is en de man naar wie ze eigenlijk verlangt.

## Tracklijst
- Cd-single

1. "Walking on Broken Glass" (singleversie) - 4:03
2. "It's Alright (Baby's Coming Back)" - 4:18
3. "River Deep - Mountain High" - 3:33
4. "Here Comes the Rain Again" - 4:44
5. "Walking on Broken Glass" - 3:50

- UK Cd-single

1. "Walking on Broken Glass" (singleversie) - 4:03
2. "Legend in My Living Room" - 3:45
3. Don't Let Me Down" - 3:49